# Srdov (tvrz)
Srdov je zaniklá tvrz u Štěkně východně od Strakonic v Jihočeském kraji. Tvrz existovala od třináctého do patnáctého století a dochovalo se po ní tvrziště chráněné jako kulturní památka. Pozůstatky tvrze se nachází na levém břehu Otavy v lokalitě U Mostáka asi dva kilometry západně od Štěkně a jeden kilometr jihovýchodně od Přešťovic.

## Historie
První písemná zmínka o Srdovu pochází z roku 1251, kdy tvrz patřila Vernerovi ze Srdova, který v erbu používal znamení střely. Ve druhé polovině čtrnáctého století byl Srdov připojen ke Slaníku, tehdy zvanému Dvorec. Roku 1409 patřilo devatenáct jiter polí Zikmundovi ze Dvorce, ale z roku 1427 (1426) existuje zmínka o Žibřidovi ze Srdova. Z pozdějších dob už o Srdovu žádné zprávy nejsou. Tvrz patrně existovala až do počátku šestnáctého století, kdy byla opuštěna.
Nejstarší archeologické nálezy pochází ze dvacátých let dvacátého století a patří k nim nádoby, kachle, šípy a nože z předhusitské doby. Bedřich Dubský v dalším desetiletí údajně odkryl zbytky zdiva. Kamennou destrukci odkryl také Jan Michálek v roce 1980, který na tvrzišti nalezl keramiku z doby římské a ze třináctého až šestnáctého století.

## Stavební podoba
Tvrziště se nachází v nadmořské výšce 394 metrů na okraji říční terasy, která úroveň údolní nivy převyšuje asi o deset metrů. Cesta, která ke tvrzišti vede od severu, nejspíše respektuje místo původního vstupu. Přístupnou severní a východní stranu chrání příkop široký dvanáct až patnáct metrů a hluboký až tři metry. V minulosti jej na vnější straně údajně lemoval val. Jádro tvrze má oválný půdorys s rozměry 60 × 40 metrů. Nenachází se na něm žádné patrné pozůstatky budov, pouze nad příkopem se dochoval nízký val, který může být zbytkem hradby. Na jižním okraji do tvrziště zasahuje stavba novodobého domu, v jehož zdivu se dochovala část gotické hradby.